# Tram UITE serie 1700
Le elettromotrici serie 1700 della UITE erano una serie di vetture tranviarie articolate, utilizzate sulla rete tranviaria di Genova.

## Storia
Le elettromotrici della serie 1700 furono ricavate dall'unione di due vecchie vetture a due assi con interposta una piccola cassa centrale sospesa.
La configurazione risultante, piuttosto comune per l'epoca, era soprannominata "due camere e cucina" e consentiva di disporre di vetture a grande capacità con poca spesa.
La trasformazione, progettata dall'ingegnere Remigio Casteggini della UITE, venne eseguita su alcune vetture dalle officine sociali, su altre dalla Piaggio di Sestri Ponente. Le prime sei entrarono in servizio nel 1954, seguite da altre nove l'anno successivo.
Le 1700 furono poste in servizio sulla linea più lunga e trafficata della rete, la 1 (piazza Caricamento-Voltri); fra il 1959 e il 1960 videro la ricostruzione dell'equipaggiamento elettrico, per migliorare potenza e velocità.
Nel maggio 1964, con la soppressione delle linee del Ponente, furono trasferite alle linee della Val Polcevera per servizi di rinforzo; dopo un solo mese vennero accantonate per la demolizione.